# Inthavong
Inthavong (auch Inthavong Setthathirath III., voller Thronname Somdet Brhat Chao Indra Varman Jaya Setthadiraja Chandrapuri Sri Sadhana Kanayudha Visudhirattana Rajadhanipuri Rama Lan Chang Krum Klao; * im 18. Jahrhundert; † 7. Februar 1805 in Vientiane) war zwischen 1795 und 1805 König des laotischen Königreichs Vientiane.

## Leben
Inthavong war der zweite Sohn von König Bunsan (reg. 1767 bis 1779 sowie 1780 bis 1781) und wurde von dessen Nachfolger Nanthesan (reg. 1781 bis 1795) 1781 zum Upayuvaraja (Vizekönig) bestimmt und 1782 in Vientiane gekrönt. Zwischen 1783 und 1795 hielt er sich als Geisel der Siamesen in Bang Phlat (Khwaeng Bang Yi Khan, thailändisch บางยี่ขัน), Bangkok auf, wo er in siamesische Staatsdienste aufgenommen wurde.
Nach der Absetzung seines kinderlosen Bruders Nanthesan ernannte König Rama I. (reg. 1782–1809) Inthavong zum neuen König von Vientiane. Am 2. Februar 1795 brach Inthavong auf und wurde am 23. Juli desselben Jahres in Vientiane zum neuen König gekrönt. Er starb am 7. Februar 1805 in seinem Palast und hinterließ einen Sohn und zwei Töchter:
1. Prinz (Sadet Chaofa Jaya) Mani (Menh), von den Siamesen am 18. Juli 1827 gefangen genommen, als er den Vizekönig Tissa begleitete

1. Prinzessin (Sadet Chaofa Jaya Nang) Kundhana Devyavati
2. Prinzessin (Sadet Chaofa Jaya Nang) Dungsukti (Thongsuk), 1795 als dessen 28. Ehefrau vermählt mit König Rama I.; beide hatten eine Tochter

Zu seinem Nachfolger wurde Prinz Anuvong bestimmt.